# Marjorie Taylor Greene
Marjorie Taylor Greene (født d. 27. maj 1974), ofte kendt ved hendes initialer MTG, er en amerikansk politiker, som har været medlem af Repræsentanternes Hus for Georgias 14. kongresdistrikt siden januar 2021.
Greene er i sin korte tid i politik blevet landskendt i USA som en af lederne af de mest højreorienterede støtter af Donald Trump, og som resultat af hendes støtte til flere konspirationsteorier, herunder QAnon som den mest kendte.

## Politisk karriere

### Valg til Repræsentanters Hus 2020
Greene ville oprindeligt være kandidat til Georgias 6. kongresdistrikt, hvor hun selv boede, men efter at det siddende medlem af Repræsentanternes Hus for det 14. kongresdistrikt, Tom Graves, annoncerede, at han ikke ville søge genvalg, skiftede hun til det 14. kongresdistrikt. Georgias 14. kongresdistrikt er en af de mest konservative i hele USA, og dermed var der gode chancer for at blive valgt, hvis hun kunne vinde den republikanske nominering.
Greene var en blandt ni republikanske kandidater, og i den første runde af den republikanske nominering fik hun flest stemmer med 40,3%, men ikke nok til at undgå en anden runde. I anden runde imod John Cowan vandt Greene med 57,1% af stemmerne, og blev dermed den republikanske kandidat. I valget var Greene op imod demokraten Kevin Van Ausdal. Kort før valget trak Van Ausdal sig pludseligt. Dette gjorde at Greene var uden modstander. Trods dette, så forblev Van Ausdals navn på stemmesedlen. Som forventet, så vandt Greene stort med 74,7% af stemmerne.

### Valg til Repræsentanters Hus 2022
Greene var på genvalg i 2022, og trods kontrovers over hendes udtalelser, og nogen med ønske om at fratage hendes valgbarhed, på grund af hendes rolle ved Stormen på United States Capitol 2021, så blev hun overbevisende genvalgt.

## Kontroverser

### QAnon og andre konspirationsteorier
Greene har trukket meget opmærksomhed på grund af sine kontroversielle holdninger og støtte til konspirationsteorier. MTG støttede den prominente konspirationsteori QAnon. Hun har også været involveret i andre teorier som Pizzagate konspirationsteori, og teorier om den højreorienteret Unite the Right rally i 2017, hvor en 32-årig kvinde blev dræbt, var et 'inside job'. Greene var også stor støtter af Præsident Trumps teori om valgsvindel ved præsidentvalget i 2020. Hun har dog senere hen trukket sin støtte fra nogle af teorierne, herunder QAnon.

### COVID-19
Greene har også skabt kontrovers med sine holdninger vedrørende COVID-19. Greene er modstander af krav om at bære maske i det offentlige rum. Hun har også brugt sine masker til at dele politiske beskeder som 'TRUMP WON', 'IMPEACH BIDEN' og 'REOPEN AMERICA' blandt andet.
Hun har også været kritisk overfor vaccination imod COVID-19. Greene er modstander af vaccinationskrav, og har flere gange sat spørgsmål ved vaccinationers effektivitet. Hun nægter også at svare på om hun selv er blevet vaccineret.